# Francis Negus
Pour l’article homonyme, voir Négus.
Francis Negus (1670 - 9 septembre 1732) de Dallinghoo, Suffolk, est un officier de l'armée anglaise, courtisan et homme politique whig qui siège à la Chambre des communes de 1717 à 1732. Il serait l'inventeur de la boisson négus.

## Jeunesse
Negus est un nom de famille Norfolk. Il est baptisé le 3 mai 1670, fils de Francis Negus de St Paul's, Covent Garden et de son épouse Elianore Boone. Son père est secrétaire d'Henry Howard (7e duc de Norfolk) et à ce titre fait la connaissance d'Elias Ashmole. Negus rejoint l'armée et est enseigne dans le 3e d'infanterie en 1687, capitaine en 1691 et major en 1694. Il renouvelle sa commission en 1702 et sert dans les guerres françaises sous John Churchill (1er duc de Marlborough), atteignant le grade de lieutenant-colonel dans le 25e régiment d'infanterie en 1703. Il épouse, le 14 février 1704, Elizabeth Churchill, fille de William Churchill. En 1712, il hérite de son père du domaine Dallinghoo. Il est garde forestier de Bagshot Rails et de Sandhurst Walks, dans la forêt de Windsor.
En 1719, il est l'un des premiers bailleurs de fonds de la Royal Academy of Music, créant une compagnie d'opéra de Londres qui commande de nombreuses œuvres à Haendel et à d'autres.

## Carrière politique
En 1715, Négus est nommé co-commissaire à l'exécution de la charge de maître du cheval, devenant le 27 juin 1717 commissaire unique, fonction qu'il exerce jusqu'en 1727. Il est élu député d'Ipswich lors d'une élection partielle le 13 novembre 1717, succédant à son beau-père. Il vote régulièrement avec le gouvernement et est élu sans opposition aux élections générales britanniques de 1722 et lors d'un scrutin aux élections générales britanniques de 1727 .
Il est nommé maréchal vénériste et greffier de George II le 20 juin 1727 et maître des buckhounds le 19 juillet de la même année. Negus est également ranger de Swinley Chase, lieutenant et sous-directeur de la forêt de Windsor, et l'un des commissaires de la lieutenance de Middlesex et de Westminster. En 1728, il devient assistant de la Royal African Company pour le reste de sa vie. Il est également gouverneur de Chelsea Waterworks.
Negus meurt à Dallinghoo, le 9 septembre 1732, laissant un fils et une fille. La Gazette d'Ipswich publie un poème à sa mémoire qui commence par « Is Negus gone ? euh ! Ipswich pleure et pleure'.
Edmond Malone dans sa vie de Dryden (1800) déclare que "le mélange maintenant appelé Negus ... a été inventé à l'époque de la reine Anne par le colonel Negus", mais n'entre pas dans les détails. Des preuves supplémentaires sont citées par Thomas Seccombe dans le Dictionary of National Biography .[pas clair]